# Смърт на Борис III
Смъртта на Борис III, цар на българите, настъпва на 28 август 1943 г. Със своята неочакваност и с потенциалните си политически последици в разгара на Втората световна война тя става обект на обсъждания, продължаващи и в наши дни.

## Хронология

### Среща с Хитлер
Немско-италианските поражения край Сталинград и в Ел Аламейн в края на 1942 и началото на 1943 година позволяват на съюзниците да разработят планове за откриването на нов театър на бойни действия в Европа. В резултат през юли 1943 г. се провежда десант в Сицилия, след който повечето от съратниците на Бенито Мусолини се обръщат против него. Мусолини е свален, а маршал Пиетро Бадолио е обявен за министър-председател на 25 юли 1943 г. Той започва тайни мирни преговори с англо-американците.
В тази усложнена обстановка на 4 август 1943 година Борис III се среща в София с посланика в Швейцария и бивш министър-председател Георги Кьосеиванов. Срещата е поверителна и на нея се обсъждат възможностите България да последва Италия и да излезе от войната. Въпреки това в печата изтича информация и се появяват спекулации за заместването на Богдан Филов с Кьосеиванов и за външнополитически завой на страната. В тази връзка на 9 август германският посланик в София Адолф Бекерле предава на царя неочаквана покана за спешна среща с Адолф Хитлер. Официалната тема за срещата е предварително поставена от Хитлер като:
| „ | Разглеждане на общата военна и политическа обстановка и дискусия за ролята на България в хода на войната. | “ |

На 14 август Борис III заминава с личния самолет на Хитлер за главната му квартира във Волфсшанце край Растенбург, като е изпратен на летище Божурище само от министър-председателя Богдан Филов. Двамата провеждат две срещи на четири очи в следобеда на същия ден и сутринта на 15 август. Официални протоколи липсват, но за съдържанието на тези разговори са изказани разни версии, като тази, че Хитлер вероятно настоява за окупирането от две български дивизии на част от италианската окупационна зона в Гърция и Албания; Борис III се опитва да ограничи евентуално българското участие на Източния фронт, позовавайки се на недостига на хора и въоръжение и на необходимостта от защита срещу евентуално нападение от югоизточна посока и др. Вечерта на 15 август той се прибира със същия самолет и пилот в София.

### Последни дни
На 17 август Борис III заминава за Чамкория, а на 19 август изкачва връх Мусала. На следващия ден се среща с посланика в Берлин Славчо Загоров, а на 21 и 22 август заедно със семейството си прави обиколка в Рила до Соленото езеро и връх Соколец.
На 23 август Борис III трябва по план да бъде в София, където има няколко предварително определени срещи. По време на пътуването получава болки в гърдите и при пристигането в града е прегледан от д-р Александров и продължава работата си. Следобед получава нов пристъп и отново е прегледан от д-р Александров и д-р Балабанов. След края на работния ден колабира, според прегледалите го лекари в резултат на жлъчно заболяване.
На 24 август 1943 г. рано сутринта царят е намерен в банята, в безсъзнание след силно повръщане. Същият ден след обяд от Двореца нареждат на Георги Дреников да подготви самолет, с който да бъде доведен от Цариград индийски лекар, един от най-големите специалисти в областта на отровите. Но мнението на вече прегледалите царя лекари е, че може би става дума за отравяне с рицин – отрова, против която вече е късно да се действа.
В същия ден представител на българското Външно министерство се свързва с полковник Карл-Аугуст фон Шьонебек, аташе в германското посолство в София, с молба спешно да бъде организиран полет от Берлин на Рудолф Зайц, ръководител на кардиологична клиника към Берлинския медицински факултет, тъй като Борис III има здравословни проблеми, а българските лекари не могат да поставят категорична диагноза. Шьонебек разговаря с Херман Гьоринг, който лично организира полета. Тъй като междувременно диагноза на Борис III е поставена – жлъчна болест, българското Външно министерство отново се обръща към Шьонебек с молба за изпращане на специалисти и Гьоринг организира полет на интерниста Ханс Епингер от Университетската болница във Виена. Други германски лекари също са изпратени в София. По предложение на Епингер, заради усложнения свързани с притока на кръв до мозъка на Борис III, на 27 август от Виена в София пристига неврологът Макс де Кринис. Българските лекари д-р Стоян Киркович, д-р Разсолков и доц. Цончев също се присъединяват.
На 26 август състоянието на Борис III рязко се влошава. За да избегне политическа нестабилност, дворът запазва болестта на Борис III в тайна. Единствено Филов и и ген. Никола Михов са информирани за здравословните проблеми на монарха, а лекарите му остават затворени в двореца. Забраната за движение в района на двореца обаче поражда слухове и малко преди полунощ на 26 август дворът издава кратко изявление: „Негово Величество Царят е тежко болен от три дни. Лечението му е в ръцете на най-добрите медицински специалисти.“ Второ комюнике, издадено сутринта на 27 август гласи: „Положението на Н.В. Царя продължава да бъде сериозно. Лекарите полагат всички усилия за неговото подобрение.“ На 27 август Борис III идва в съзнание, но през по-голямата част от времето е под упойка.
В 16:22 часа на 28 август 1943 г. Борис III умира. В смъртния акт като причина за смъртта са посочени:
 „запушване на лявата сърдечна артерия (тромбоза), двустранна пневмония, оток на белите дробове и на мозъка“. Нямал е сериозни заболявания до кризата, причинила смъртта му.
Прокламацията на Министерския съвет по този повод гласи следното:
| „ | ПРОКЛАМАЦИЯ КЪМЪ БЪЛГАРСКИЯ НАРОДЪ Българи, Негово Величество Царъ Борисъ III, нашиятъ любимъ Царь-Обединитель, след кратко и мѫчително боледуване, днесъ, 28 августъ 1943 година, въ 16 часа и 22 минути, предаде Богу духъ въ Двореца София, обкрѫженъ отъ Царското семейство. Неизмѣрима е загубата за България. Неизмѣрима е скръбьта на цѣлокупния български народъ. Неизмѣрима е и признателностьта му къмъ неговия любимъ, незабравимъ и велик Царь-Обединитель. Всички българи имаме свещения дългъ да следваме неотклонно Неговия заветъ – да бѫдемъ единни и сплотени и да работимъ всеотдайно за напредъка и благоденствието на Обединена България. Нека вѣчна да бѫде паметьта Му. София, 28 августъ 1943 година | “ |

## Версии за смъртта

### Отравяне
Според дневника на Шьонебек, Зайц и Епингер са на мнение, че истинската причина за смъртта на Борис III е отравяне. В личния си дневник германският посланик в България Адолф Бекерле споделя, че в разговор с трима германски лекари относно това дали смъртта на Борис III би могла да е вследствие на отравяне, те отговарят, че по всичко си личи, че това е „типична Балканска смърт“. В деня на смъртта на монарха, Зайц споделя на Шьонебек, че петната появили се по тялото на Борис III са недвусмислено доказателство за наличие на отрова в тялото му. „Сигурно заключение обаче може да се направи само след аутопсия, за която Царицата е дала своето съгласие“, казва Зайц, според свидетелствата на Шьонебек. Епингер заявява, че е видял същите симптоми по тялото на гръцкия министър-председател Йоанис Метаксас по време на преглед малко преди смъртта му. „Епингер говори за някаква индийска отрова, която действа след месеци“, пише Шьонебек.
В мемоарите си Франц фон Папен, по това време посланик на Германия в Турция, потвърждава, че Епингер е изразил своето убеждение, че Борис III е бил отровен. Фон Папен твърди, че заключенията на германските лекари се базират на беглия преглед, който те са направили на монарха. Антуражът на Борис III е възпрепятсвал извършването на обстоен преглед на Борис III, пише фон Папен.
На 29 август Шьонебек отново се среща със Зайц и Епингер преди тяхното отпътуване за Берлин. Двамата лекари информират Шьонебек, че Царицата е оттеглила съгласието си за извършване на аутопсия на тялото на монарха. „Очевидно поради натиск от кликата в двора (между тях може би има някой запознат със заговора за убийството?). С това булото на мистерията падна завинаги върху смъртта на Борис III“, пише в дневника си Шьонебек.
В секретен доклад изпратен до Йоахим фон Рибентроп на 29 август, Бекерле пише, че германските лекари са предложили поне аутопсия на мозъка на Борис III. Макар и първоначално предложението да е отказано, в крайна сметка аутопсия е извършена, но без участието на германските лекари.
| „                                                      | „Те (германските лекари) предложиха поне аутопсия на мозъка. В началото беше отхвърлена, по-късно аутопсия беше одобрена, но едва след балсамирането. В такъв случай аутопсия би била безмислена и те отказаха да я проведат. Имам чувството, че въпреки липсата на научни доказателства, лекарите са убедени, че смъртта е насилствена. Казаха ми, че заради професионалната тайна ще споделят това мнение само с мен.“ | “ |
| Кореспонденция на Адолф Бекерле с Йоахим фон Рибентроп | |   |

Царица Йоанна е информирана за извършването на аутопсия едва след нейното приключване. Тя не получава задоволително обяснение за това кой е дал разрешение за извършването ѝ.
В книгата си царицата не прави лични предположения за авторство, но заявява убедено: „Борис, моят съпруг, не умря от естествена смърт. Неговият край по един или друг начин беше престъпно предизвикан.“ Най-разпространените версии според нея са „или нацистите, или комунистите“, без да споменава националности.

#### Обвинения към Германия
Съюзническата преса стоварва отговорността за смъртта на монарха върху тогавашния националсоциалистически режим в Германия, който искал да вкара България във войната срещу СССР. Слухове за смъртта му твърдят, че е отровен по нареждане на Хитлер. В отговор Адолф Бекерле отбелязва: „Невероятно колко е нагла вражеската пропаганда, която от месеци насам иска неговата смърт.“

#### Обвинения към Италия
Становището на Адолф Хитлер е, че Борис III е отровен от италианската принцеса Мафалда Савойска (сестра на Йоанна Савойска).
В личния си дневник Йозеф Гьобелс изразява съмнения, че за смъртта на Борис III отговорност носи италианското правителство в лицето на премиера Пиетро Бадолио. Според Гьобелс, Хитлер е убеден, че италианският кралски двор е организаторът на отравянето на Борис III, тъй като принцеса Мафалда Савойска, сестра на Йоанна Българска, e на визита в България седмици преди смъртта на монарха.
| „                              | „Фюрерът има намерение да запознае принц Кирил със заключението на германските лекари относно отравянето на Борис. Фюрерът е на мнение, че това отравяне очевидно е дело на италианския двор. Подозрително е, че принцеса Мафалда, най-голямата кучка в италианския двор, е била в София седмици преди смъртта на цар Борис. Както се знае, тя е сестра на българската царица.“ | “ |
| Личен дневник на Йозеф Гьобелс | |   |

Редица историци отхвърлят факта, че Мафалда е била в София седмици преди смъртта на Борис III, твърдейки че според репортажи от печата и фотографии, принцесата в действителност пристига в България едва за погребението.
Според свидетелствата на Гьобелс, визитата на Мафалда Савойска приблизително съвпада по време със събитията от 25 юли 1943 г. – свалянето от власт на фашисткия диктатор Бенито Мусолини, подкрепено от Виктор Емануил III, баща на Йоанна Българска. Хитлер обвинява принц Филип фон Хесен, съпруг на Мафалда, действал като свръзка между германските и италиански правителства, че е знаел за плановете на италианското кралско семейство, но не го е предупредил. Хитлер нарежда на Гьобелс да вземе Филип фон Хесен „под своя грижа“.
Подписването на примирието на Италия с антихитлеристката коалиция на 8 септември заварва Мафалда в Румъния, докато пътува за Италия след погребението на Борис III. Мафалда успява да се прибере в Италия, но остава разочарована от това, че роднините ѝ не са я предупредили и тя е заварила примирието на територия, контролирана от Германия. Междувременно Филип фон Хесен е арестуван в Германия. На 21 септември 1944 г. Мафалда е примамена в германското посолство в Рим с обещанието за телефонен разговор със съпруга си. Там тя е задържана от германски войници и качена на самолет за Берлин. Мафалда умира в концентрационния лагер Бухенвалд на 26 срещу 27 август 1944 г.
След първоначалните обвинения версията за отравяне на Борис III от Мафалда никога не е повторена от страна на Германия.

#### Обвинения към Великобритания
Според секретен полицейски доклад от 1943 г. царят вероятно е отровен от Британските тайни служби.

#### Обвинения към СССР
На Нюрнбергския процес Папен свидетелства, че царят е отровен от руснаците.
Синът му Симеон Сакскобургготски отрича версията за смърт, причинена от нацистите, като в интервю посочва хипотезата, че най-голям геополитически интерес от смъртта му е имал СССР. Също така посочва, че единствените архиви, до които не е имал достъп са тези на външното разузнаване на СССР и на НКВД.
Княгиня Мария Луиза Българска посочва в интервю, че няма категорична версия за случилото се, но че е убедена, че баща ѝ не е отровен от нацистите, или от англичаните, а от страна на Изток.

## Погребението на цар Борис III
Смъртта на държавния глава дълбоко и искрено опечалява българския народ. Той е погребан по негово желание в Рилския манастир, там където се съхраняват мощите на светеца покровител на България – Иван Рилски. Погребението е извършено при образцов ред и при сдържан, но безукорно изпълнен от българската армия и правителство церемониал.
Тялото на последния действащ български цар е изложено в продължение на няколко дни за поклонение в катедралната църква „Св. Александър Невски“, където по сведения на Държавна сигурност са преминали около 369 хиляди души. Сред официалните лица, присъствали на погребението са авторът на плана Z като личен представител на Хитлер – адмирал Ерих Редер и командващия ОКВ – генерал-фелдмаршал Вилхелм Кайтел.
След смъртта на Борис III неговото конституционно място заема регентството на малолетния Симеон II – княз Кирил Преславски, проф. д-р Богдан Филов и ген. Никола Михов. Промяна във външната политика на България след смъртта на Борис III не настъпва, както не се и сбъдват прогнозите на атлантическата преса за изпращането на български войски на Източния фронт.

## Цитирани източници
- Марков, Георги. Покушения, насилие и политика в България 1878 – 1947.   София, Военно издателство, 2003. ISBN 954-509-239-4.
- Heiber, Helmut. Der Tod des Zaren Boris. Vierteljahrshefte fuer Zeitgeschichte 4. 1961
- Groueff, Stephane. Crown of Thorns: The Reign of King Boris III of Bulgaria, 1918 – 1943.   Blue Ridge Summit, Pennsylvania, Madison Books, 1998. ISBN 9781461730538.
- von Papen, Franz. Memoirs.   London, Andre Deutsch, 1952. OCLC 760477089.
- Гласнова, Диана. Войници на милосърдието.   Пловдив, Вион, 2011. ISBN 978-954-8193-13-9.
- Miller, Marshall Lee. Bulgaria During the Second World War.   Stanford, California, Stanford University Press, 1975. ISBN 978-0804708708.
- Александров, Борис. Истината. Личният лекар на цар Борис III за смъртта му.   София, Изток-Запад, 2020. ISBN 978-619-01-0608-1.
- Koop, Volker. In Hitlers Hand: die Sonder- und Ehrenhäftlinge der SS.   Köln, Böhlau Verlag, 2010. ISBN 978-3-412-20580-5. OCLC 1055474322.
- Янев, Иван. Външната политика на България през Втората световна война в българската историческа литература 1938 – 1944 г.  Варна, Литернет, 2006. ISBN 978-954-304-266-1.[неработеща препратка]
- Димитров, И. Смъртта на цар Борис III. – Исторически преглед, 1968, № 2
- Roggero, Roberto. Oneri e onori : le verità militari e politiche della guerra di liberazione in Italia.   Milano, Greco & Greco, 2006. ISBN 9788879804172. OCLC 260071421.
- Klee, Ernst. Das Personenlexikon zum Dritten Reich. Wer war was vor und nach 1945.   Frankfurt am Main, Fischer Taschenbuch Verlag, 2005. ISBN 978-3-596-16048-8.
- Владимирова, Петя. 78 години от смъртта на цар Борис III: Трагичната въпросителна остава. Дневник, 28.8.2021.